# Zaświadczenie urzędowe
Zaświadczenie urzędowe (prawo administracyjne) – urzędowy dokument, wydany przez właściwy organ administracji publicznej, potwierdzający określone fakty lub stan prawny.

## Podstawa prawna
Zaświadczenia wydaje właściwy urząd (organ administracji publicznej), według kompetencji określonych w odrębnych przepisach, w trybie określonym w kodeksie postępowania administracyjnego. Zasady wydawania zaświadczeń definiuje Dział VII ww. kodeksu obejmujący art. 217–220 kpa.
Zgodnie więc z prawem administracyjnym zaświadczenie urzędowe to zaświadczenie:
- wydane przez organ administracji publicznej,
- zgodnie z kpa.

## Podstawowe zasady
Kodeks postępowania administracyjnego definiuje m.in. następujące zasady dotyczące wydawania zaświadczeń:
- zaświadczenie wydaje się na żądanie osoby ubiegającej się o potwierdzenie określonych faktów lub stanu prawnego (art. 217 § 1 kpa),
- zaświadczenie wydaje się, jeżeli potwierdzenie faktów lub stanu prawnego:
  - wymaga przepis prawa (art. 217 § 2 pkt 1),
  - jest niezbędne osobie ze względu na jej interes prawny (art. 217 § 2 pkt 2 kpa),
- zaświadczenie powinno być wydane nie później niż w terminie 7 dni (art. 217 § 3 kpa),
- odmowa wydania zaświadczenia następuje w drodze postanowienia, na które służy zażalenie (art. 219 kpa),
- organ, przed wydaniem zaświadczenia, może przeprowadzić w koniecznym zakresie postępowanie wyjaśniające (art. 218 § 2 kpa).
- organ nie może żądać zaświadczenia, ani oświadczenia na potwierdzenie faktów lub stanu prawnego, jeżeli (art. 220 § 1 kpa):
  - znane są one organowi z urzędu;
  - możliwe są do ustalenia przez organ na podstawie:
    - posiadanych przez niego ewidencji, rejestrów lub innych danych,
    - rejestrów publicznych posiadanych przez inne podmioty publiczne, do których organ ma dostęp w drodze elektronicznej na zasadach określonych w przepisach ustawy z dnia 17 lutego 2005 r. o informatyzacji działalności podmiotów realizujących zadania publiczne,
    - wymiany informacji z innym podmiotem publicznym na zasadach określonych w przepisach o informatyzacji działalności podmiotów realizujących zadania publiczne,
    - przedstawionych przez zainteresowanego do wglądu dokumentów urzędowych (dowodu osobistego, dowodów rejestracyjnych i innych).

## Zaświadczenia szczególne
Zaświadczenia mogą dotyczyć wielu różnych zagadnień dotyczących określonych faktów lub stanu prawnego. Przepisy szczególne określają jednak pewne typowe zaświadczenia wydawane zawsze (wymagane) dla dokonania określonych czynności (tj. czynności, które nie zostaną dokonane bez przedłożenia takich zaświadczeń):
- zaświadczenie o samodzielności lokalu – wydawane na podstawie ustawy o własności lokalu.